# Långtjärnen (Ströms socken, Jämtland, 713051-147446)
Långtjärnen är en sjö i Strömsunds kommun i Jämtland och ingår i Ångermanälvens huvudavrinningsområde.